# Luise von Sachsen-Gotha-Altenburg (1800–1831)

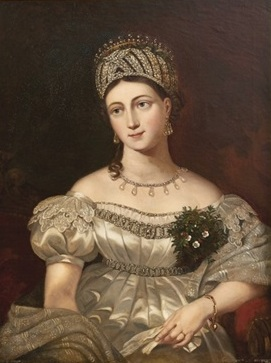
William Corden: Luise von Sachsen-Gotha-Altenburg 1844, Schloss Greinburg

Luise, Prinzessin von Sachsen-Gotha-Altenburg (vollständiger Name: Prinzessin Luise Pauline Charlotte Friederike Auguste von Sachsen-Gotha-Altenburg, * 21. Dezember 1800 in Gotha; † 30. August 1831 in Paris) war durch Heirat eine Herzogin von Sachsen-Coburg-Saalfeld. Als Mutter von Prinz Albert von Sachsen-Coburg-Gotha ist sie direkte Vorfahrin der britischen Königsfamilie. 

## Leben
Luise wurde als einzige Tochter von Herzog August von Sachsen-Gotha-Altenburg und dessen erster Ehefrau Luise Charlotte zu Mecklenburg am 21. Dezember 1800 um 12:45 Uhr in Schloss Friedenstein geboren. Sie verlor ihre Mutter bereits kurz nach ihrer Geburt und wuchs in Gotha am Hofe ihres Vaters und seiner zweiten Frau Karoline Amalie von Hessen-Kassel auf. Am 20. Dezember war die Verlobung mit dem damaligen Herzog Ernst I. von Sachsen-Coburg-Saalfeld, am 31. Juli 1817 folgte in Schloss Friedenstein die Hochzeit im Alter von 16 Jahren mit dem fast 17 Jahre älteren Ernst. Ihre offensichtlich aus politischen Gründen arrangierte Ehe begann schon nach der Geburt ihres ersten Sohnes Ernst zu kriseln. Ein Jahr später kam ihr zweiter Sohn Albert zur Welt. Das Ehepaar lebte sich auseinander. Ernst hatte mehrere Mätressen und Luise 1823 ein Verhältnis mit dem Kammerjunker Gottfried von Bülow sowie im Sommer 1824 eine Liaison mit dem Reisestallmeister Maximilian Alexander von Hanstein.
Es kam schließlich zur Trennung von ihrem Mann, was zu einigen Unruhen in der Coburger Bevölkerung führte. Im Trennungsvertrag bekam Luise ein Schloss in Altenburg zugewiesen.

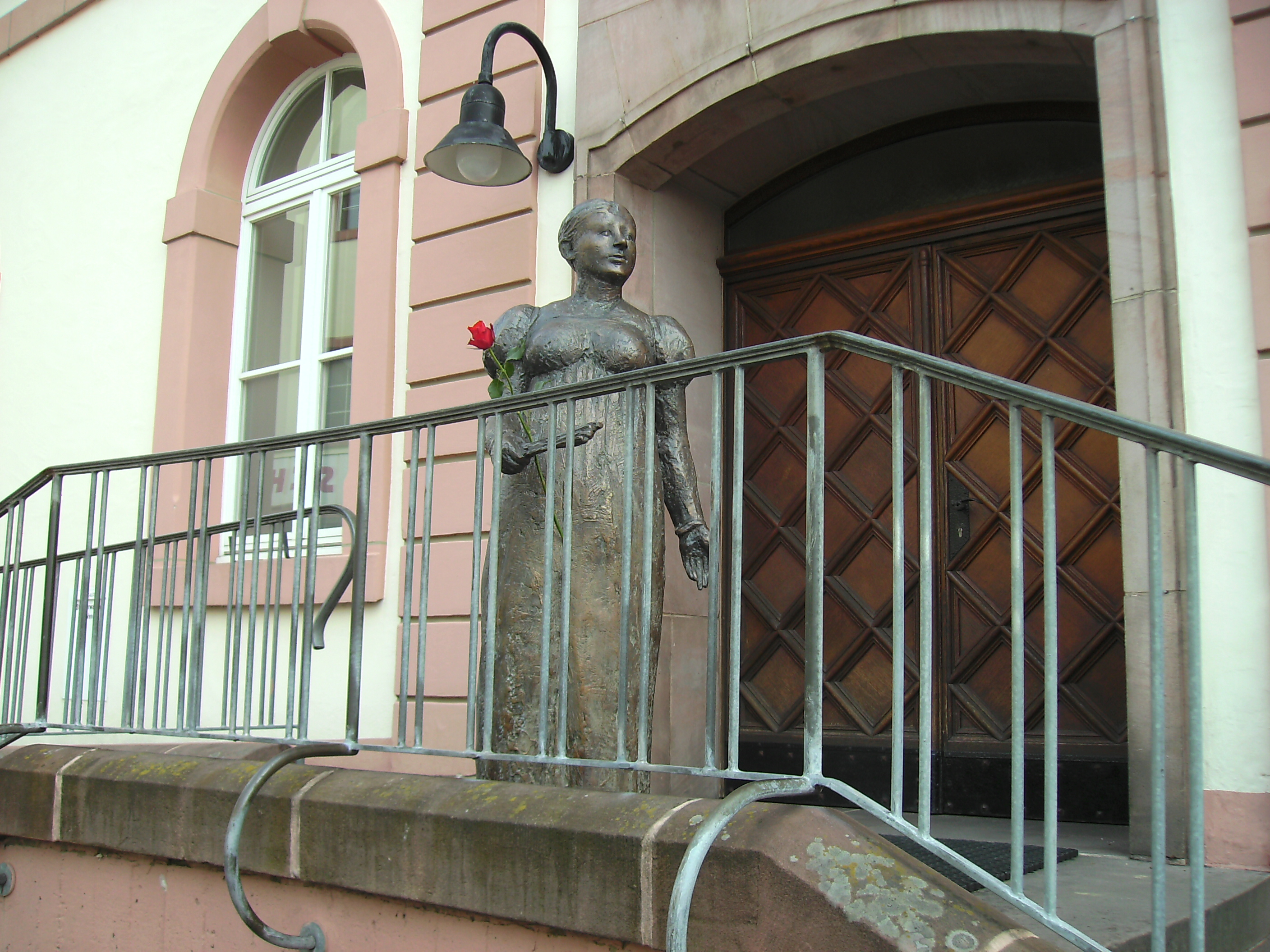
Bronzeplastik der Herzogin Luise auf der Rathaustreppe in St. Wendel

Nachdem bereits 1822 ihr Vater, Herzog August, gestorben war, verzichtete sie auf ihre weiteren Ansprüche. Ihre Vermögensrechte gingen auf die Söhne über. Am 2. September 1824 musste Luise um Mitternacht ohne ihre beiden Söhne Coburg verlassen. Als neuer Wohnort wurde ihr St. Wendel im Fürstentum Lichtenberg, das Herzog Ernst aufgrund seiner Verdienste in den Kämpfen gegen Napoleon in der Schlussakte des Wiener Kongresses 1815 erhalten hatte, zugewiesen. Sie litt jedoch sehr unter der Trennung von ihren beiden Söhnen. Bilder der Kinder und Besuchsrecht wurden ihr verweigert. Luises Geliebter, Freiherr Alexander von Hanstein, zog mit nach St. Wendel. Die Scheidung gegen ihren Willen folgte am 31. März 1826, sie nannte sich aber weiterhin Luise Herzogin zu Sachsen.
Alexander von Hanstein wurde zur Schaffung der standesmäßigen Voraussetzungen für eine Ehe mit Luise am 19. Juli 1826 von Herzog Friedrich von Sachsen-Altenburg, nach ihren Gütern im Altenburger Land, zum Grafen von Pölzig und Beiersdorf ernannt. Am 18. Oktober 1826 heirateten Luise und Alexander und lebten bis Februar 1831 in St. Wendel. Luise nahm großen Anteil am gesellschaftlichen Leben und wurde im Fürstentum als Landesmutter verehrt.
Am 16. Februar 1831 reiste Luise mit ihrem Mann aufgrund eines zunehmend schlechteren Gesundheitszustandes zwecks Untersuchungen nach Paris. Es wurde ein unheilbarer Gebärmutterkrebs festgestellt. Bettlägerig verstarb Luise am 30. August 1831 in Paris. 1832 wurde sie in einer Gruft der Dorfkirche von Pfeffelbach bestattet. 1846 wurde sie in die herzogliche Gruft in der Coburger Morizkirche überführt und 1860 fand sie im neuerbauten Herzoglichen Mausoleum auf dem Coburger Friedhof am Glockenberg ihre letzte Ruhestätte. Ihre Privatbibliothek befindet sich seit 1954 in der Landesbibliothek Coburg.

## Nachkommen

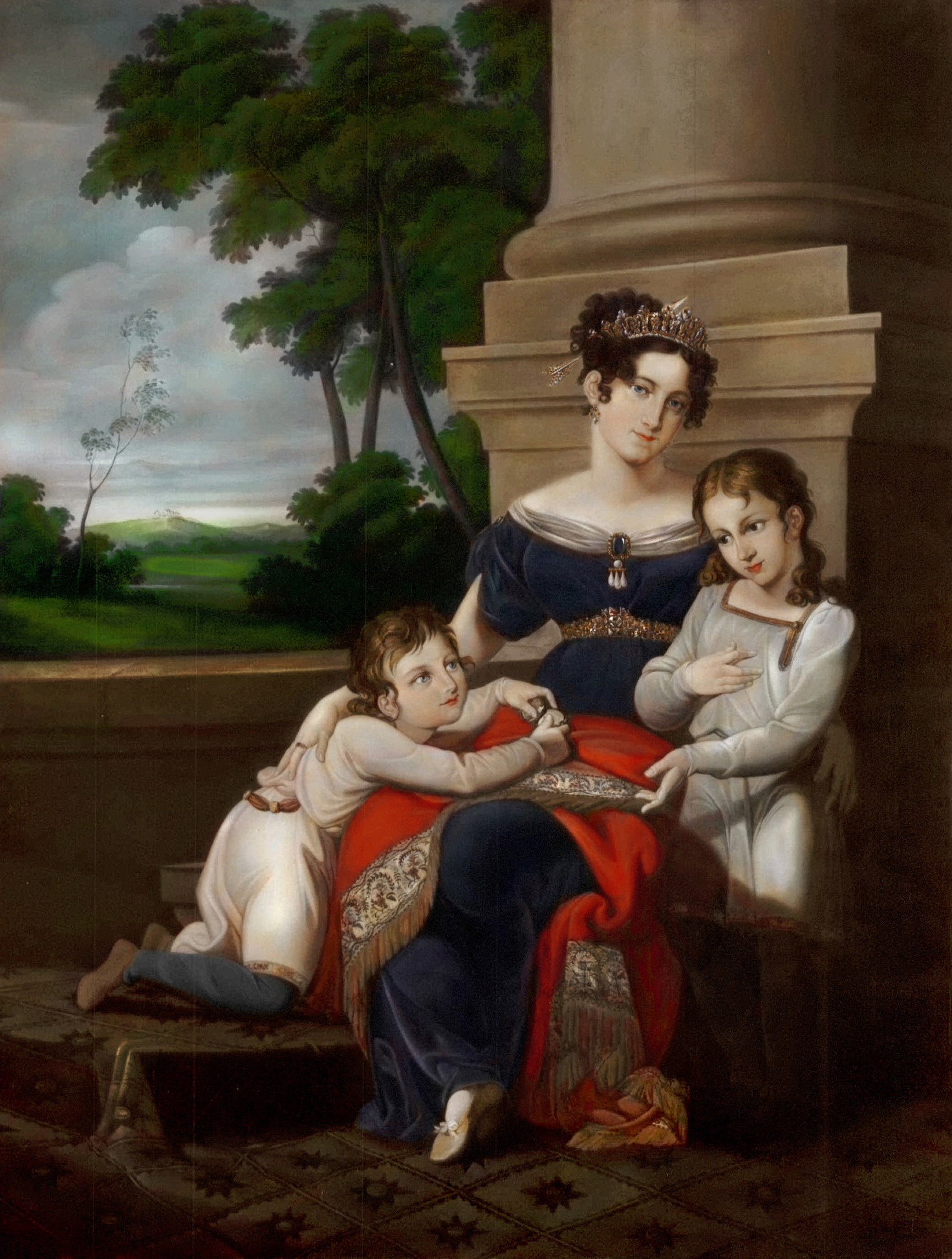
Luise von Sachsen-Gotha-Altenburg mit ihren zwei Söhnen, 1823–24

Aus der Ehe mit Herzog Ernst I. hatte Luise zwei Söhne:
- Herzog Ernst II. von Sachsen-Coburg und Gotha (* 21. Juni 1818; † 22. August 1893) ⚭ Prinzessin Alexandrine von Baden (1820–1904)
- Prinz Albert (* 26. August 1819; † 14. Dezember 1861), Prinzgemahl von Großbritannien ⚭ Königin Victoria (1819–1901).

## Ehrungen
In St. Wendel erinnern noch die Luisenstraße und das Restaurant Luise an die ehemalige Fürstin. Im alten Rathaus, dem Wohnsitz der Herzogin, gibt es das „Luisenzimmer“, ein herrschaftlicher Besprechungs- und Empfangsraum. Dort befindet sich auch eine vollständige Ahnentafel, die von Luise ausgeht und 2017 von Bundeskanzlerin Merkel eingeweiht wurde.